# Musselkanaal

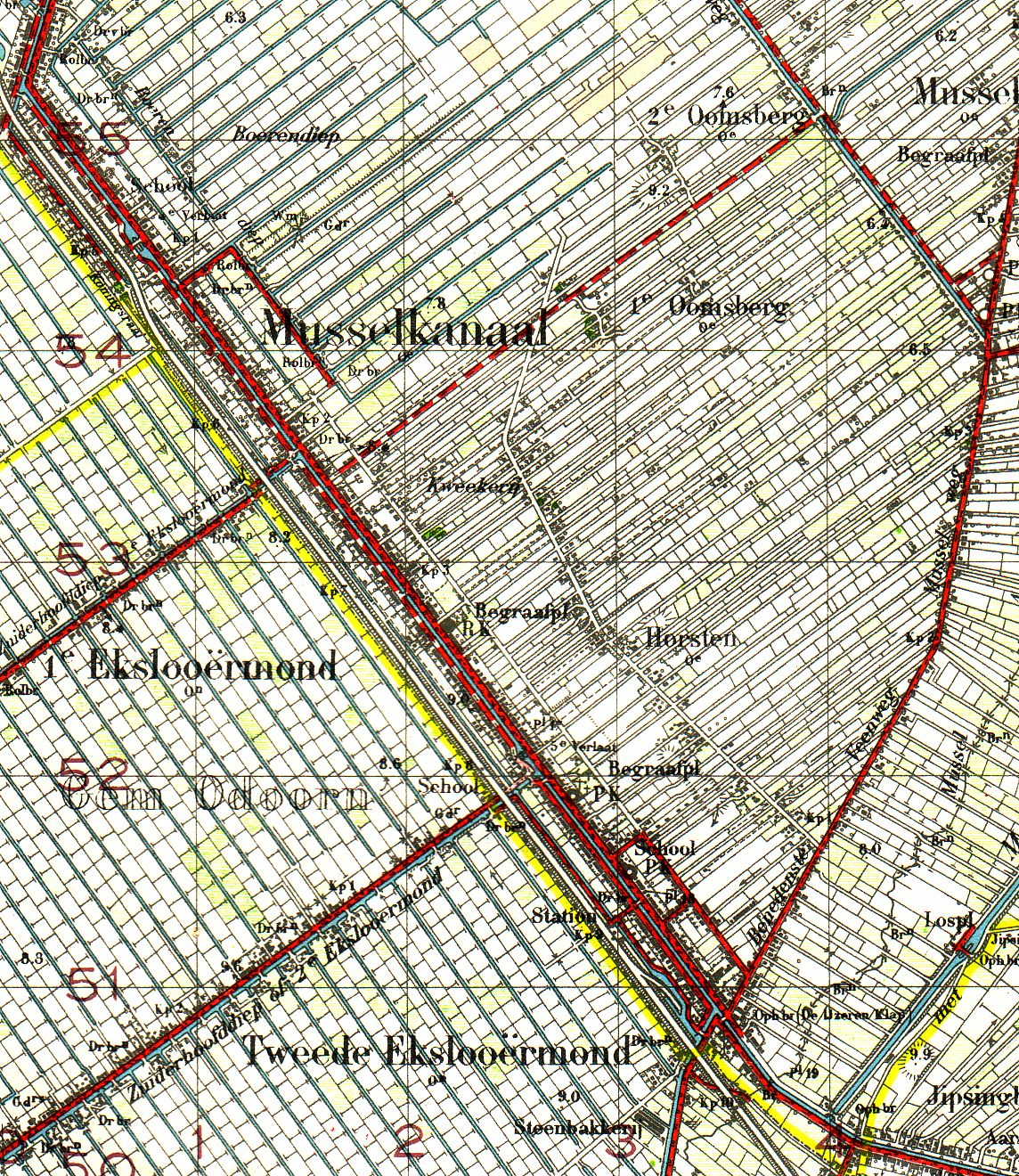
Musselkanaal op de topografische kaart van 1933

Musselkanaal (Gronings: Muzzelknoal) is een lintdorp in de Nederlandse provincie Groningen. In 2023 telde het dorp 7.345 inwoners.
Het dorp ligt in het verlengde van Stadskanaal in de gelijknamige gemeente en aan het Musselkanaal. Het dorp grenst aan de Semslinie en daarmee aan de provincie Drenthe. Musselkanaal begint globaal bij het vierde verlaat en eindigt op de gemeentegrens tussen de gemeente Stadskanaal en Vlagtwedde, iets voorbij de plek waar het Mussel-Aa-kanaal en het Musselkanaal samenkomen. Ten noorden van Musselkanaal ligt het gehucht Horsten, voor de ontwikkeling van het dorp Musselkanaal werd het tegenwoordige dorpsgebied met deze naam aangeduid. Het openluchtzwembad van Musselkanaal draagt ook deze naam.
Drie "monden", zijkanalen vanuit de Drentse Veenkoloniën komen in Musselkanaal in het gelijknamige kanaal: De 1e Exloërmond, de 2e Exloërmond en de Valthermond. Op de plek waar het Valthermond in het Musselkanaal komt ligt de IJzeren klap over het kanaal. In 1853 werd bij de aanleg van het Stadskanaal/Musselkanaal dit punt bereikt. Ten zuidoosten van de IJzeren klap wordt de Mussel-Aa gepasseerd. Hier was het veendek dunner en werd het al voor de verveningen agrarisch benut. Het werd bijvoorbeeld gebruikt als hooiland, wat we terugzien in een naam als de Musselhooistukken. Ten zuiden van Musselkanaal is de loop van deze beek vrijwel verdwenen, ten noorden ervan is het geïntegreerd in de waterlopen van een wandelpark. In de zogenaamde Parkwijk in het zuiden van Musselkanaal is een hertenkamp in het daar aanwezige park. Ook in die wijk zijn de sportvelden van de voetbalvereniging Musselkanaal en het verzorgingshuis A-Horst.
Gedurende een lange periode heeft er een koekjesfabriek van Branbergen gestaan. Hier werden koekjes gemaakt met de beeltenis van Bruintje Beer, een stripheld. Om deze reden is in het centrum van Musselkanaal een standbeeld van Bruintje Beer geplaatst.

## Openbaar vervoer
De eerste railverbinding kreeg Musselkanaal in 1894 toen de Eerste Groninger Tramway-Maatschappij haar paardentramlijn van Zuidbroek naar Stadskanaal verlengde naar Valthermond. In 1895 werd deze lijn nog eens verlengd richting Ter Apel.
De N.V. Gronings-Drentsche Spoorwegmaatschappij Stadskanaal-Ter Apel-Rijksgrens (STAR) opende in 1924 haar lijn. In 1934 werd het goederenvervoer beëindigd, daaropvolgend het personenvervoer in 1935. In 1941 werd het goederenvervoer weer beperkt hervat, om in 1942 weer gestaakt te worden. In 1946 werd opnieuw met goederenvervoer begonnen. In 1972 werd het goederenvervoer tussen Musselkanaal en Ter Apel definitief beëindigd, nadat het tussen 1963 en 1966 tijdelijk stopgezet was geweest. De lijn werd opgebroken, aanvankelijk vanaf Zandberg, later volgde ook het deel tussen Musselkanaal en Zandberg. Hierdoor werd Musselkanaal een kopstation. De oude spoorbrug over het 1e Valthermond, ter hoogte van de Aweg, is in 2009 vervangen door een voetgangersbrug. Tot 1988 vond er nog goederenvervoer plaats zoals het vervoer van kunstmest naar de coöperatie "Algemeen Belang" die zich aan het spoordok had gevestigd. Het goederenvervoer tussen Musselkanaal en Veendam werd begin jaren negentig stopgezet. Een dreigende opbraak van deze lijn kon worden voorkomen door de Stichting Stadskanaal Rail (STAR) die van de lijn een museumspoorlijn maakte.
Tegenwoordig rijden er alleen nog bussen naar Musselkanaal. Het dorp wordt vanaf 2021 bediend door de volgende lijnen van Qbuzz:
- lijn 73 naar Stadskanaal - Bareveld - Wildervank - Veendam en naar Ter Apelkanaal - Ter Apel - Nieuw Weerdinge - Emmen
- lijn 74 naar Stadskanaal en naar 2e Exloërmond - Valthermond - Weerdinge - Emmen
- lijn 75 naar Stadskanaal en naar 2e Exloërmond - Valthermond - Valthe - Emmen

## Politiek

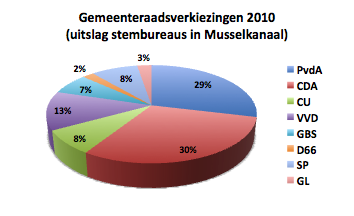
Uitslag Musselkanaal

Uitslagen van de gemeenteraadsverkiezingen van 2006 en 2010 (stembureaus 19 t/m 22 = Musselkanaal)
| Partij           | Stemmen 2010 | %    | Stemmen 2006 | %    |
| ---------------- | ------------ | ---- | ------------ | ---- |
| PvdA             | 560          | 28,8 | 1177         | 44,8 |
| CDA              | 588          | 30,2 | 694          | 26,4 |
| VVD              | 249          | 12,8 | 290          | 11,0 |
| ChristenUnie     | 154          | 7,9  | 211          | 8,0  |
| Gemeentebelangen | 136          | 7,0  | 153          | 5,8  |
| GroenLinks       | 51           | 2,6  | 73           | 2,8  |
| D66              | 41           | 2,1  | 28           | 1,0  |
| SP               | 166          | 8,5  | -            | -    |
| Opkomst          | 1956         | 38,0 | 2626         | 51,5 |

(bron: gemeente Stadskanaal)

## Kunst in de openbare ruimte
- Lijst van beelden in Stadskanaal - voor kunst in de openbare ruimte van de gemeente Stadskanaal, waaronder Musselkanaal

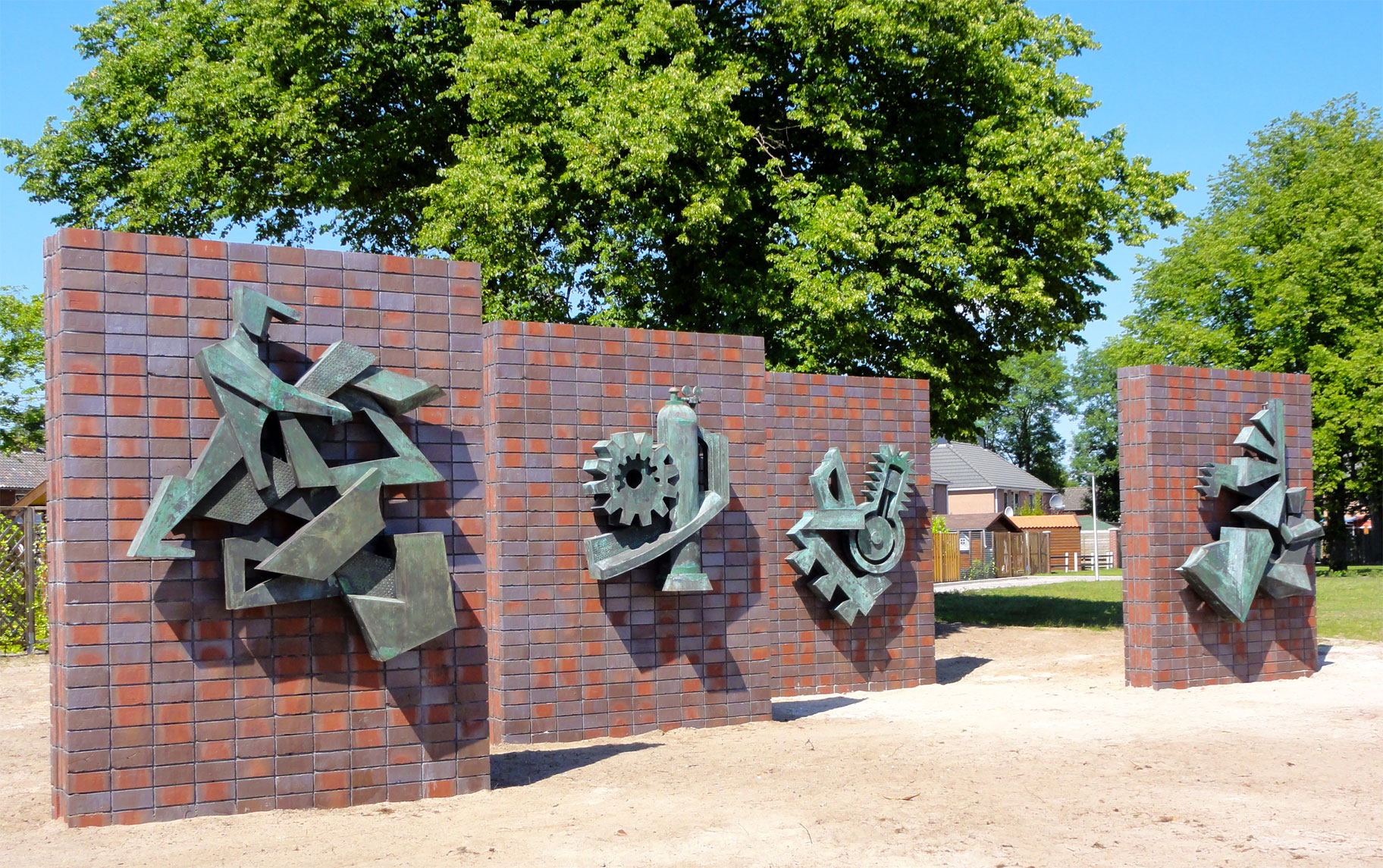
Vierdelig reliëf van Gerard van Remmen, LTS-park in Musselkanaal
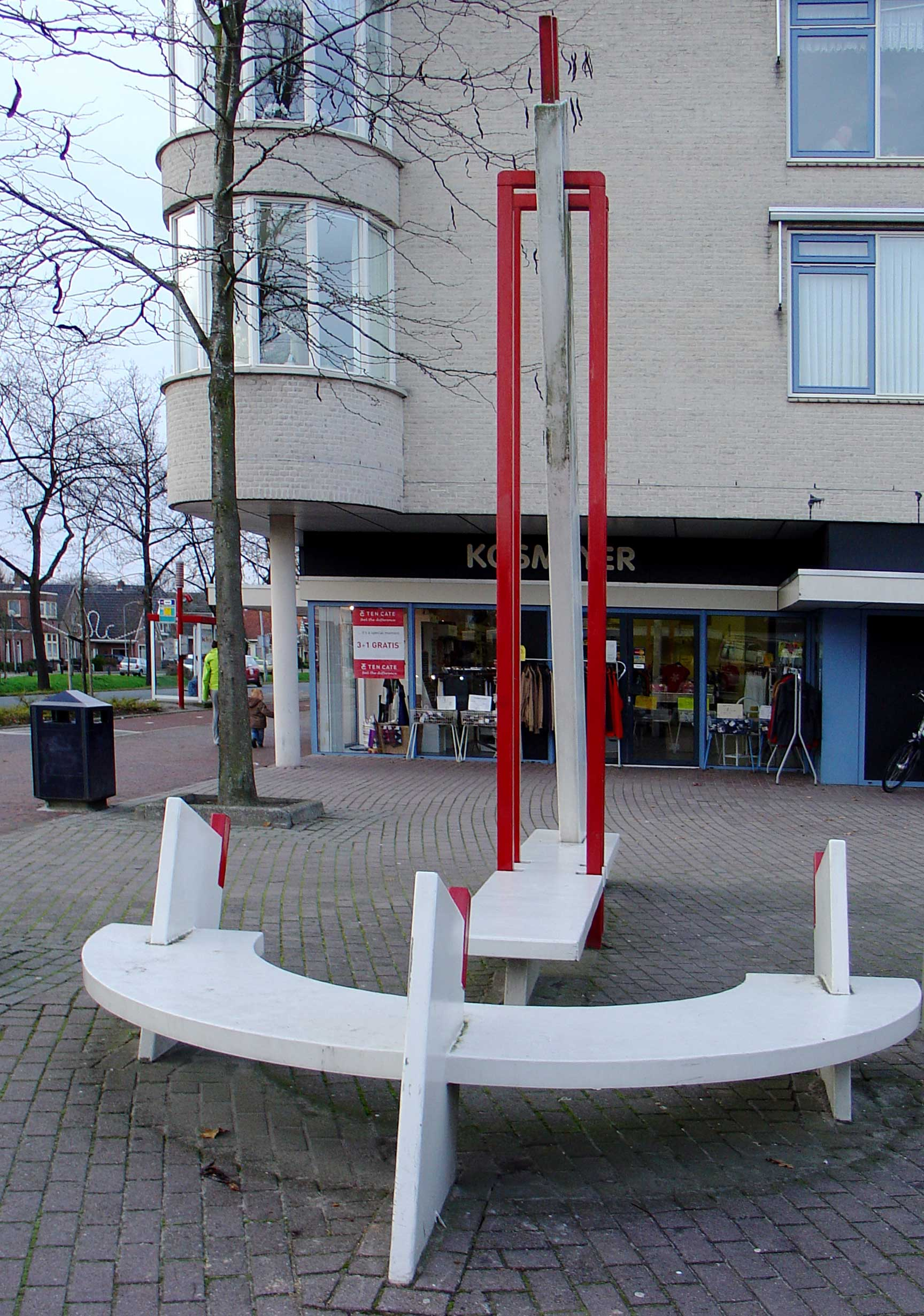
Bankbeeld Chris Verbeek Musselkanaal

## Geboren in Musselkanaal
- Sienie Strikwerda (1921-2013), vredesactiviste[2]
- Mans Flik (1925-2011), burgemeester
- Ton Hulst (1939-1983), radiopresentator, journalist en uitgever
- Jannes Munneke (1949), roeier
- Alex Vissering (1955), Groninger zanger-songwriter en presentator
- Marja Meijer (1966), illustratrice
- Renate Groenewold (1976), Nederlands oud-schaatsster en oud-schaatscoach

## Begraven in Musselkanaal
- Albertus Harmannus Kleinenberg (1885-1973), architect

## Trivia
- F. Bordewijk schreef in 1951 een kort verhaal verhaal met de titel Musselkanaal. Het verscheen in zijn boek Studiën in volksstructuur en werd in 1982 opgenomen in de bloemlezing Kelders en Paleizen (red. Pierre H. Dubois). In dit fictieve verhaal brengt het personage Van Rena per ‘autobus’ een kort bezoek aan Musselkanaal. "En eigenlijk was het woord bezoek ook niet het juiste. Hij was een ontginner, hij wenste de streek te ontginnen met de geest". Het bezoek is geen succes: de hoofdpersoon wordt overvallen door een diepe angst en de omgeving maakt een naargeestige indruk.